# Piper hieronymi
Piper hieronymi är en pepparväxtart som beskrevs av C. Dc.. Piper hieronymi ingår i släktet Piper och familjen pepparväxter. Utöver nominatformen finns också underarten P. h. glabrum.